# 能州
能州，中国古代的州。
是唐代瀘州都督府所屬的一個羈縻州，武周大足元年（701年）置，領四縣：長寧縣、來銀縣、菊池縣、猿山縣。其轄地在今四川省瀘州、貴州一帶地方，是唐代招撫當地土著所設置的州縣，一般由其頭人任州官。宋代仍有設置。
治所或在今贵州省赤水市东，属泸州。辖境相当今贵州省习水河中游地区。北宋后废。 